# شمس (مسلسل)
شمس هو مسلسل مصري، من تأليف علاء حسن وإخراج خالد الحجر ومن إنتاج شركة كنج توت وبطولة كل ليلى علوى وجميل راتب وهانى عادل وسميرة عبد العزيز وناصر سيف .

## القصة
يدور العمل حول شمس التي تفشل في زواجها في الأشهر الأولى، لتعود إلى منزل والدها وتعيش معه حتى تسبب وفاته لها صدمه كبيرة تتعافي منها تدريجياً .

## الممثلون
- ليلى علوي
- جميل راتب
- سميرة عبد العزيز
- هاني عادل
- ملك قورة
- طارق الإبياري
- سهر الصايغ
- إبراهيم النجاري
- حنان يوسف
- يوسف إسماعيل
- ناصر سيف
- أحمد رفعت
- سمير العصفوري
- عبير منير
- سلوى محمد علي
- جنرال
- أيمن علي
- طارق سليمان
- إحسان الترك
- رودين مصطفى
- هاني إبراهيم
- أبو بكر عباس
- علاء ماهر
- كمال سليمان
- حجازي محمد
- علي الخميسي
- جنى خضر
- أحمد فهيم
- مصطفى درويش
- عصام مصطفى
- منة حسام
- عبد المنعم المرصفي
- بوسي
- فيفي السباعي
- لمياء كرم
- هبة الإمام
- ممدوح عبد الفتاح
- شيماء عباس
- إميل شوقي
- أحمد صفوت
- علي جمال الدين
- أحمد النمرسي
- محمد فاروق
- شاهيناز القماش
- لمياء جودة
- هاني التهامي
- عارفة عبد الرسول
- كريم مصطفى
- سامية عبد الله
- ياسر عزت
- ناني سعد الدين
- رولين وضاح
- وئام مجدي
- محمد عبد الخالق
- محمود عزت
- هبة إبراهيم
- محمود جليفون
- عزمي داود
- صبري عبد المنعم
- مصطفى العلي
- ساندي توفيق
- مروة الأزلي
- حسن سويلم
- عطا الغمراوي
- مجدي توفيق
- حسام شعبان
- هشام البطران
- إيمان عاطف
- جمال عبد الرازق
- ممدوح سالم